# Abadía de Valloires
La Abadía de Valloires en francés : Abbaye de Valloires es una abadía Cistersiense del siglo XII situada en la comuna de Argoules en el departamento francés de Somme.

## Inicios de la historia
En 1138, Guy II de Ponthieu convino con los monjes cistercienses la fundación de su séptima abadía en Francia. Los monjes se establecieron en Valloires en el valle del río Authie en el año 1158. Estando en el culmen de su desarrollo, entre los siglos XII y XIII, la abadía albergaba a un centenar de monjes.
La riqueza de la abadía permitió la construcción de la primera abadía en el estilo ojival desde 1226. En los siglos siguientes, especialmente durante la guerra de los Cien Años y la guerra de los Treinta Años, la abadía sufrió graves destrozos debido a las operaciones militares y el pillaje.
Por el siglo XVII, no era nada más que ruinas. Pero la abadía fue reconstruida, el trabajo fue terminado alrededor de 1730. En 1738, las piezas de la abadía del siglo XIII que aún se conservaban se derrumbaron y fue necesario construir una nueva iglesia. El trabajo comenzó en 1741, según los planes del arquitecto Raoul Coignard. La decoración interna fue confiada al escultor austríaco Simon Pfaff de Pfaffenhoffen y el trabajo del metal a Jean-Baptiste Veyren.
La nueva iglesia fue consagrada en 1756 y desde 1790 se convirtió en un monumento nacional, gracias a los esfuerzos protectores del dueño del señorío de Argoules pudo escapar de profanaciones adicionales.

## Historia reciente

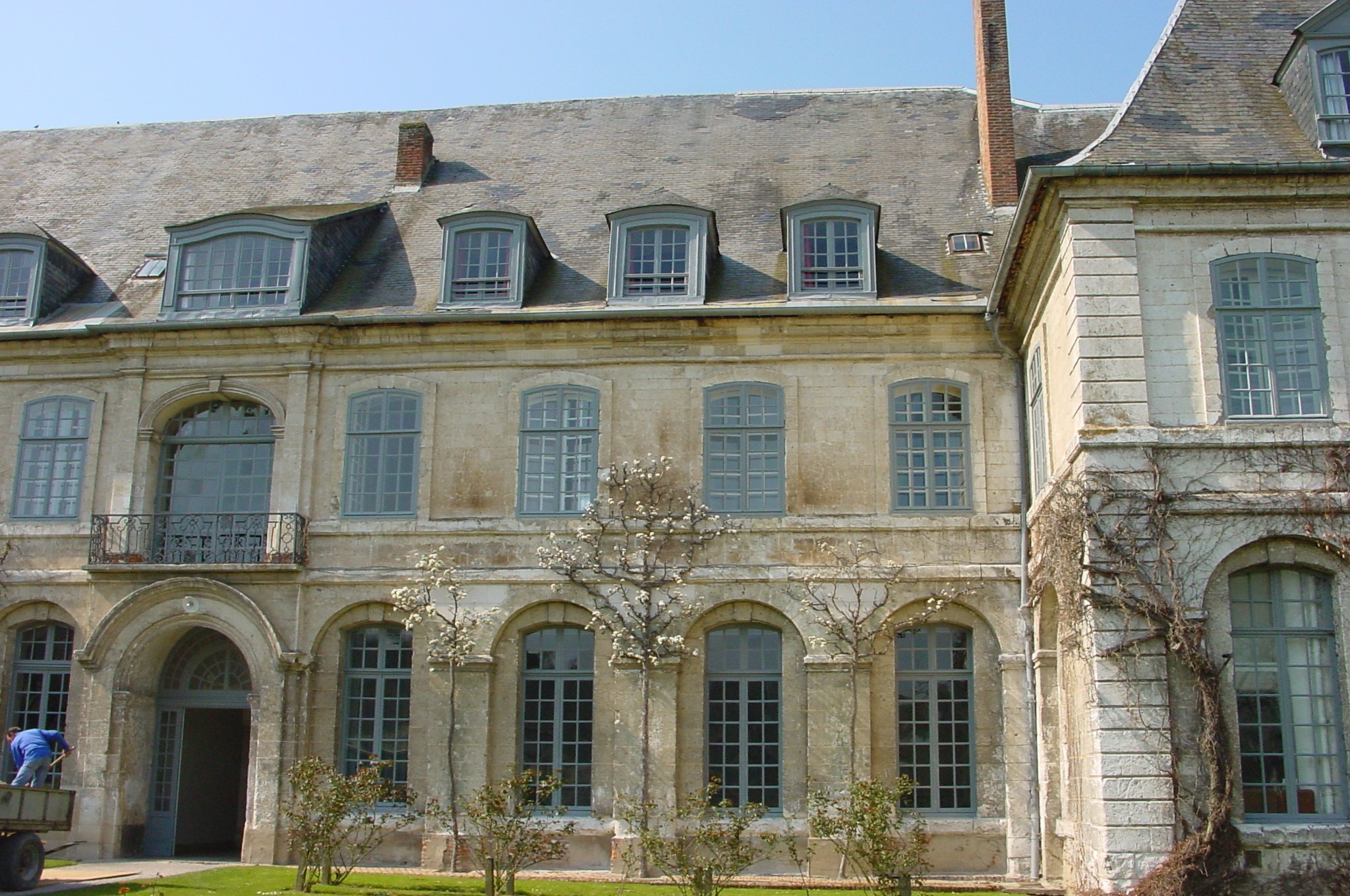
El refectorio de los monjes.

En 1817, la abadía fue dada en el cuidado de la fraternidad de la congregación de San Basilio, después en 1880 a la sociedad de san Vicente de Paúl que la utilizará como orfanato.
Vendida otra vez en 1906, fue clasificada como monumento histórico, después abandonada. Durante la Primera Guerra Mundial fue transformada en un hospital militar.
En 1922, se convirtió en un preventorio para los niños a instancias de Thérèse Papillon, una joven enfermera.
Actualmente la abadía es propiedad de una asociación fundada en 1922. Una parte se dedica al cuidado de niños en dificultad, la otra está reservada para alojar a huéspedes.

## Los jardines de Valloires

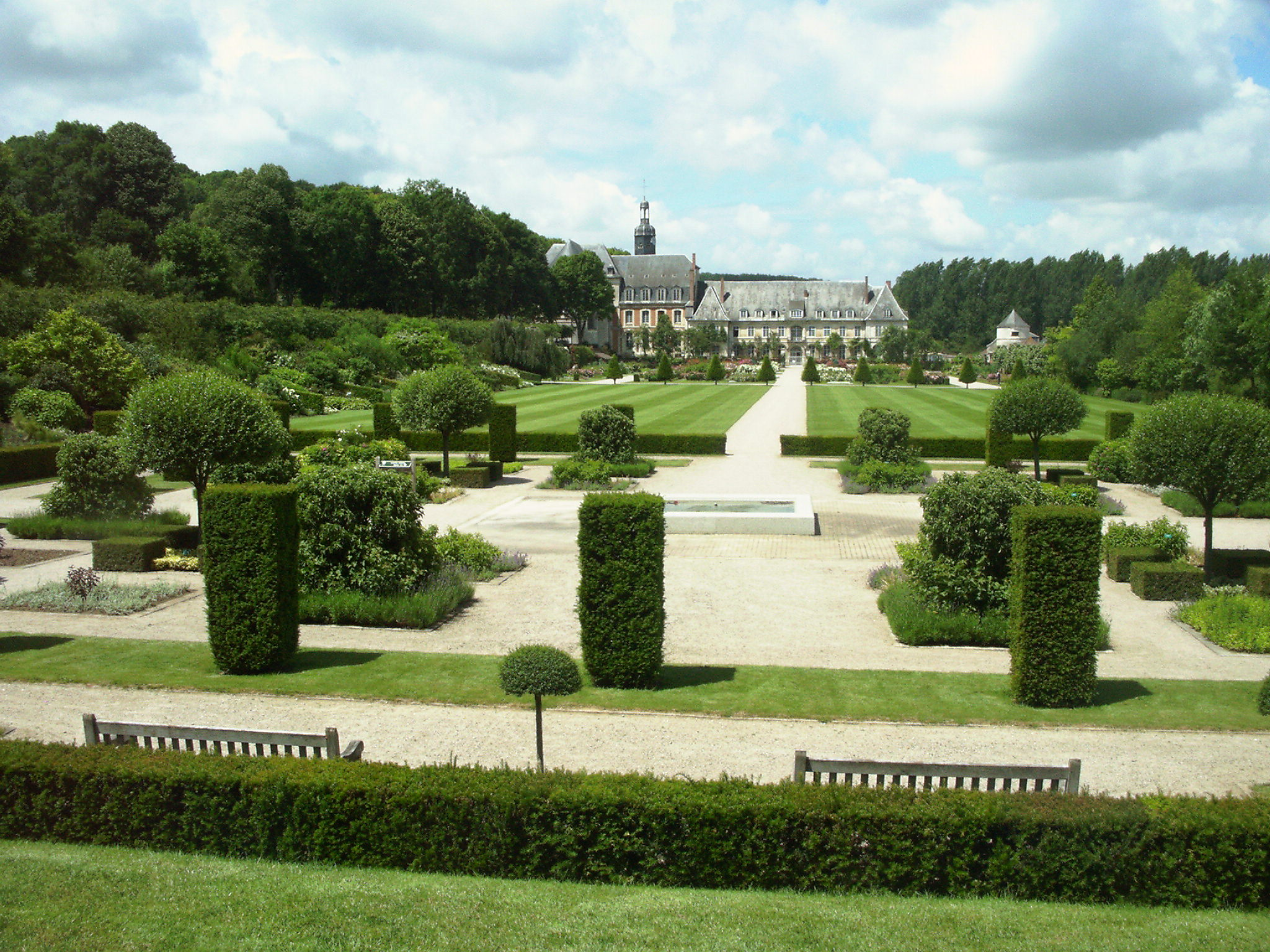
Los jardines y la abadía de Valloires

Creados en 1989 con una colección de unos 5000 taxones de plantas, los Jardines de Valloires abarca una extensión de 8 hectáreas.
El jardín está organizado en tres grandes secciones:
- Jardines a la francesa, que armonizan con la fachada oeste de la abadía.
- Jardines a la inglesa (jardins des îles), contiene colecciones botánicas organizadas dentro de "islas"
- Jardín de aire natural silvestre.

Gilles Clément, el famoso arquitecto paisajista fue asignado para crear los jardines. Sus ideas integraron el ambiente salvaje y el carácter histórico del lugar, pero con poco respeto para el estilo monástico del jardín. Valloires es en realidad más un jardín contemporáneo.
La colección botánica reúne una gran variedad de especies, por ejemplo arces, spiraeas, deutzias, hayas, ciruelos y variedades raras de manzanas. Ciertas variedades son únicas en Europa.
Recientemente, se ha agregado al conjunto un nuevo jardín, dedicado al trabajo del naturalista Jean-Baptiste Lamarck, nacido en el departamento de Somme en 1744.

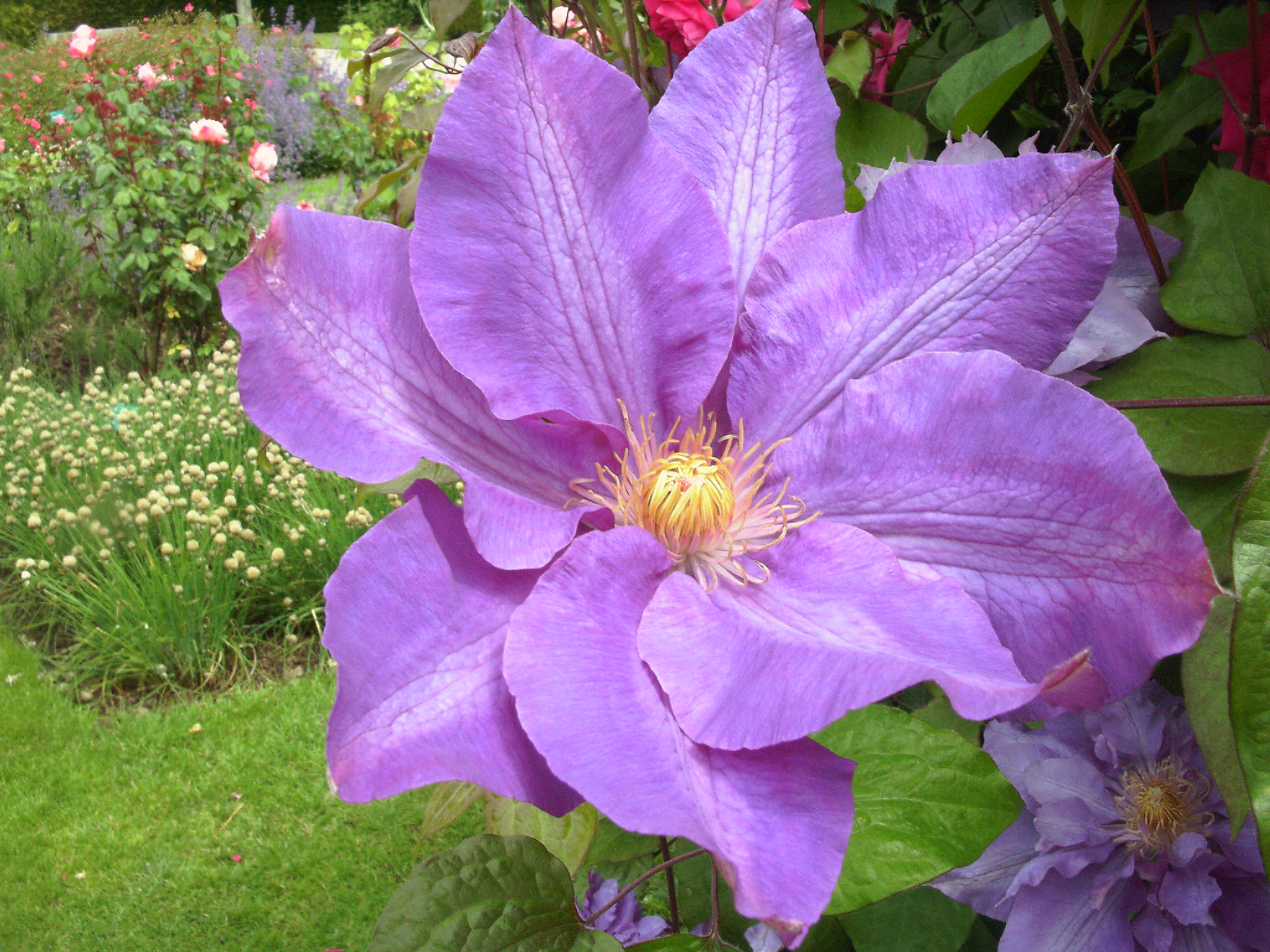
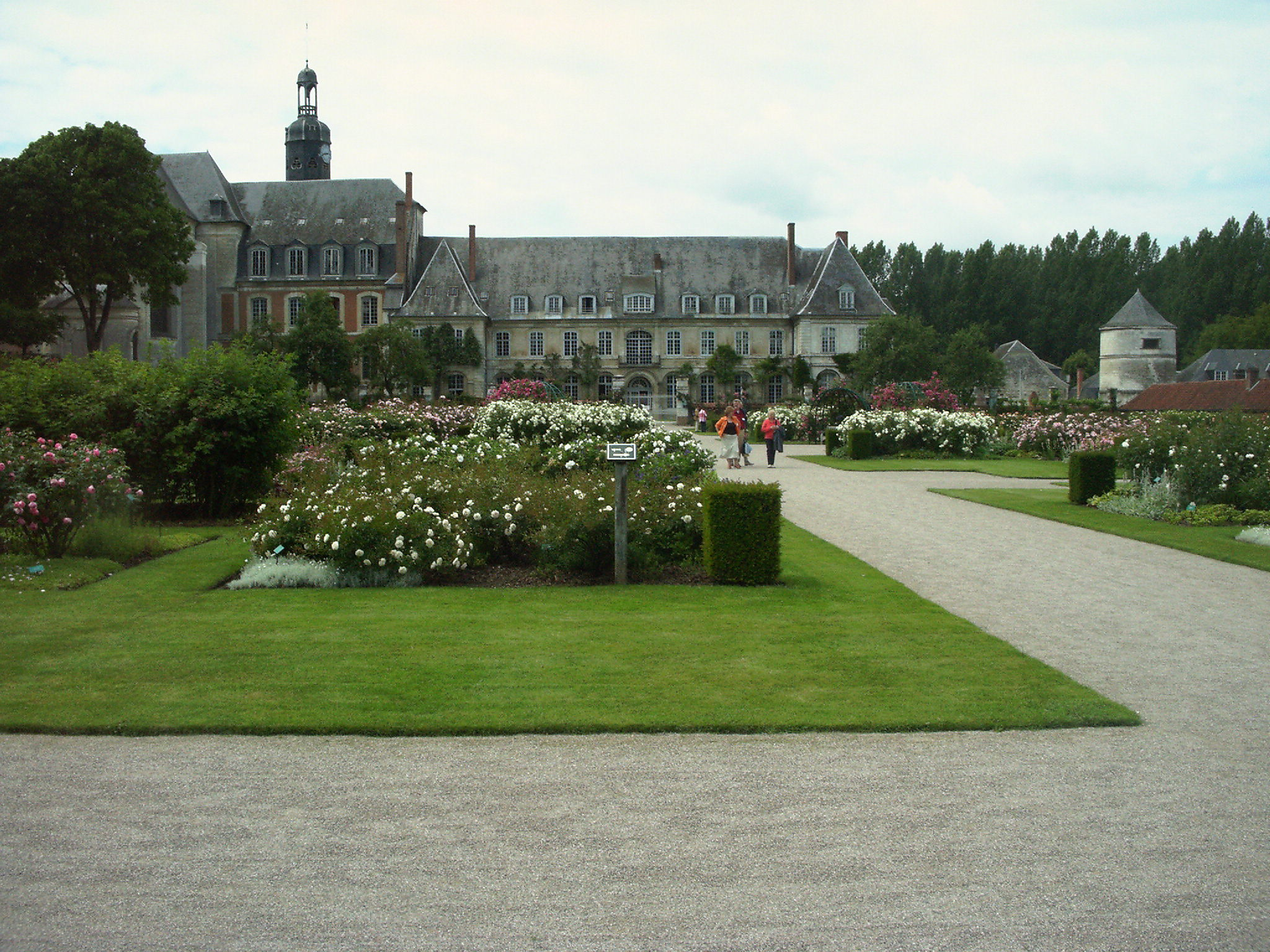